# Dekan kardinalskog zbora
Dekan Kardinalskog zbora (lat. Decanus Collegii Sanctae Romanae Ecclesiae Cardinalium) predsjedava Kardinalskim zborom u Katoličkoj Crkvi, služeći kao primus inter pares („prvi među jednakima”). 
Položaj je uspostavljen u 12. stoljeću. Uvijek ima čin kardinala biskupa, a pomaže mu prodekan. Obojicu biraju kardinali biskupi koji nisu istočnokatolički patrijarsi, a njihov izbor podliježe papinoj potvrdi. Osim predsjedanja zborom, dekan i prodekan nemaju moć nad ostalim kardinalima. U redoslijedu prvenstva u Katoličkoj Crkvi, dekan i prodekan, kao dva najstarija kardinala, zauzimaju drugo i treće mjesto nakon pape.
Stoljećima je kardinal biskup koji je najdulje bio biskup Prigradske ostijske biskupije bio dekan. Ovaj običaj postao je zahtjev kanonskim pravom iz 1917. Dana 26. veljače 1965., papa Pavao VI. ovlastio je kardinale biskupe da između sebe biraju dekana. I dekan i prodekan moraju živjeti u Rimu.
Do prosinca 2019. dekan je obnašao dužnost do smrti ili ostavke; nije bilo obvezne dobi za odlazak u mirovinu. Zatim je, nakon što je prihvatio ostavku kardinala Angela Sodana na mjesto dekana Kardinalskog zbora, papa Franjo utvrdio da će dekan od sada služiti petogodišnji mandat koji se može jednom obnoviti. U iščekivanju izbora novog dekana, Franjo je rekao: „Nadam se da će izabrati nekoga tko može nositi ovu važnu odgovornost puno radno vrijeme”. Ipak, 6. veljače 2025. Vatikan je objavio da je Papa na neodređeno vrijeme produžio mandat kardinala Rea kao dekana.